# José Della Torre
 José Della Torre, né le 23 mars 1906 à San Isidro (Argentine), mort le 31 juillet 1979 à Lanús (Argentine), était un footballeur (parfois joueur-entraîneur) argentin, qui évoluait au poste d'arrière droit au Racing Club de Avellaneda et en équipe d'Argentine.
José Della Torre n'a marqué aucun but lors de ses cinq sélections avec l'équipe d'Argentine en 1930.

## Carrière
En tant que joueur
- 1927–1933: Racing Club
- 1934: America FC (RJ)
- 1935–1936: Ferro Carril Oeste
- 1937: CA Atlanta
- 1938–1941: America FC (RJ)

En tant qu'entraineur
- 1941: CA Platense
- 1942–1943: Ferro Carril Oeste
- 1947–1948: America FC (RJ)
- 1949–1952: Ferro Carril Oeste
- 1958: Racing Club - Campionato Argentina 1958
- 1959: Argentina - Campionato Sudamericano 1959 (Argentina)
- 1959: CA Platense
- 1961: Ferro Carril Oeste

## Palmarès

### En équipe nationale
- 5 sélections et 0 but avec l'équipe d'Argentine en 1930.
- Finaliste de la Coupe du monde de football de 1930.

### Comme entraineur
- Championnat d'Argentine de 1958
- Championnat sud-américain de football de 1959 (Argentine)